# Ermensee
Ermensee é uma comuna da Suíça, no Cantão Lucerna. Em 2017 possuía 984 habitantes. Estende-se por uma área de 5,69 km², de densidade populacional de 172,9 hab/km². Confina com as seguintes comunas: Altwis, Beromünster, Gunzwil, Hitzkirch, Mosen, Römerswil.
A língua oficial nesta comuna é o Alemão.